# Þverárhnúkur
Þverárhnúkur är en bergstopp i republiken Island. Den ligger i regionen Norðurland eystra, 220 km nordost om huvudstaden Reykjavík. Toppen på Þverárhnúkur är 1 211 meter över havet.
Trakten runt Þverárhnúkur är nära nog obefolkad, med mindre än två invånare per kvadratkilometer. Det finns inga samhällen i närheten. Trakten runt Þverárhnúkur består i huvudsak av gräsmarker.